# Ermita de Nuestra Señora de la Caridad (Tindaya)
La ermita de Nuestra Señora de la Caridad, Tindaya, sita en el municipio de La Oliva, isla de Fuerteventura (Canarias, España) es un edificio de planta rectangular con pequeña sacristía anexa al lado derecho. 

## Estructura
La nave única es indiferenciada y sólo un escalón resalta la zona del altar mayor. El pavimento es de losas de cantería del país y la cubierta es una sencilla armadura de par e hilera con cuatro tirantes de vigas simples. 
La fachada se adapta a la cubierta de dos aguas del edificio y está centrada por la puerta principal con arcada de medio punto. Todo el exterior está enjalbegado, salvo la espadaña de un hueco que se levanta en el lado izquierdo de la fachada y es de la denominada piedra “molinera”. En la pared del lado de la Epístola se abre una segunda puerta, con arco de medio punto. 
La pequeña Sacristía, por su parte, tiene acceso desde el lado derecho del altar mayor y comunica directamente con la plaza a través de una puerta; su cubierta es a cuatro aguas e independiente de la del resto de la ermita.